# Tamanagung (Cluring)
Tamanagung is een bestuurslaag in het regentschap Banyuwangi van de provincie Oost-Java, Indonesië. Tamanagung telt 8035 inwoners (volkstelling 2010).